# 障害者歯科学
障害者歯科学（しょうがいしゃしかがく）とは、歯学の一分野で、障害者（重度心身障害者、精神遅滞、筋萎縮性側索硬化症 (ALS)、筋ジストロフィー等）の歯科医療を行う分野である。

## 概要
障害者の歯科医療全般にまつわる広い分野を担当する。
対象となる患者も、脳性麻痺、ALS、知的障害、自閉症、筋ジストロフィー、脳血管障害、嚥下障害など、非常に広い分野の障害を持つ患者を対象としている。
主な歯科医療行為は以下のように多岐に渡っている。
- 障害者の歯科治療 - 歯周病の治療、補綴治療、予防処置などの歯科医療行為
- 患者が治療に協力できない場合の全身麻酔 - 静脈内鎮静法などの麻酔業務、麻酔術前・術後管理
- 嚥下障害の診断と治療
- 脳血管障害 - 抗血栓療法中患者の投薬下での抜歯などの観血処置
- 循環器障害 - モニタリング下での歯科治療
- 病棟 他業種 歯科医療従事者への口腔ケア
- 障害者歯科医療行為の啓蒙活動

## 口腔ケア
近年、嚥下障害や呼吸器疾患、循環器疾患など、広範囲の疾患に口腔内細菌が関連することが報告されており、病院や施設等で口腔ケアへの対策が活発に行われつつある。
しかし院内や施設内において、歯科医師が普段接する機会の多い歯科衛生士以外の業種（看護師など）との連携が不足しており、歯科が口腔ケアチーム、栄養サポートチーム (NST)、嚥下障害チームから抜けていることが多い。
（例えば看護師などは歯科衛生士と比較しても遜色しないレベルの歯学教育を受けている）
歯科側の連携能力の欠如により機能的に行われていない現状が存在する
また歯学と医学の二元教育の弊害が顕著になる分野でもある。